# Haviland Stillwell
Haviland Stillwell, född 19 januari 1981 i Savannah, Georgia, är en amerikansk skådespelare.
Stillwell har bland annat medverkat i TV-serien Barbie: Livet i drömhuset. Hon har även medverkat i filmerna Selma och Spelkvällen.

## Filmografi (i urval)
- 2013–2015 – Barbie: Livet i drömhuset (TV-serie)
- 2014 – Selma
- 2024 – Spelkvällen